# ジラソーレ (オリアストラ県)
ジラソーレ（イタリア語: Girasole）は、イタリア共和国サルデーニャ自治州オリアストラ県にある、人口約1,300人の基礎自治体（コムーネ）。

## 地理

### 位置・広がり

#### 隣接コムーネ
隣接するコムーネは以下の通り。
- ロッツォラーイ
- トルトリ
- ヴィッラグランデ・ストリザーイリ